# Света Троица (Велико Търново)
Вижте пояснителната страница за други значения на Света Троица.
Патриаршеският манастир „Света Троица“ е български манастир.

## Местоположение
Разположен е на десния бряг на река Янтра в подножието на отвесните скали на Арбанашкото плато, в източната част на Дервентския пролом, отдалечен на 6 километра северно от Велико Търново. Асфалтово шосе към манастира има от разклона Велико Търново – Арбанаси до хълма Света гора.

## История
На практика нищо не е известно за съдбата на манастира през периода от края на XIV до началото на XVIII в. По това време манастирът бил съграден на сегашното място, където била крепостта, за да могат монасите да се наблюдават пътищата.
Под църквата „Света Троица“ се намира малка църквичка, където през коледните празници се извършва богослужението. Тя се нарича „Рождество Христово“ и вероятно е съществувала от по-рано.
Скоро след избухването на Гръцката революция (1821) монасите се разбягали поради враждебността на турските власти и манастирът запустял за около 20 години. Когато монасите се завърнали и започнали да ремонтират порутените сгради, в един от зидовете намерили кутия с четири хрисовули (грамоти) от влашките войводи Йоан Стефан Кантакузин (1715 г., от арбанашките Кантакузиновци), Александру Гика (1768 г.), Александру VII Старий Ипсиланти (1776 г.) и Константин VI Ипсиланти (1803 г.). В хрисовула на Щефан II Кантакузин се споменава за грамоти дадени в по-ранно време от Матей I Басараб (1632 – 1654), Константин I Щербан Басараб (1654 – 1658), Раду XII Леон (1664 – 1669) и Константин II Брънковяну (1688 – 1714). В грамотата на Стефан Кантакузин от 1715 г. се подчертава, че манастирът е основан от цар Иван Шишман: „Като съхраняваме паметта за тези, които преди нас са били увенчани с господарство на този престол, както те даряваха и укрепваха божествените обители, така и ни е възжелахме от ревност към светите манастари и най-вече към светия и божествен манастир, наричан Шишман, който е основан и въздигнат из основи от покойния крал Шишман, и който манастир се намира отвъд Дунава, в Търновските планини, където е почитан и празнуван храмът на животворящата и неразделната Троица“. По подобен начин са представени нещата в грамотата на Йоан Гика от 1768 г.: „Мое Господство имаше грижата и за светия и божествен манастир, наричан Шишман, който е построен от покойния крал Шишман, и който се намира отвъд Дунава, в Търновските планини, където е почитан и празнуван храмът на светата животворяща и неразделна Троица“.
Престолът в църквата е стар езически жертвеник пренесен от стария римски град Никополис ад Иструм. Върху него има надпис, който гласи: „На Зевс Олимпийски, Хера и Атина, за победата и дългоденствието на императора Цезар Т. Елий Андриан Антонин...“.
В основите на една от църковните колони, където са окачени камбаните, е положен римски пограничен камък донесен от село Хотница. Той е поставен на границата между римските привинции Тракия и Мизия при император Адриан (117 – 138) със следния надпис: „По нареждане на божествения император цезар Адриан, син на божествения Траян, победителя на партите, внук на божествения Нерва, август, баща на отечеството, върховен жрец с трибунска власт за 20-и път, консул за 3-ти път, [...] Руфин постави границите между мизите и траките“.
Църквата е вдигната от Уста Кольо Фичето през 1846 – 1847 г., зографисана от Захарий Зограф от Самоков.
През 1913 г. силното земетресение в Търново разрушава и манастира, заедно с църквата. Впоследствие сградите и църквата са възстановени на същото място.
Храмът, построен от майстор Кольо Фичето, днес и твърде променен, тъй като след Освобождението са били добавени куполи, забранени за православните църкви по турско време. Църквата има кръстообразна форма, с три купола. По фасадата има слепи арки, оформени с червени тухли, напомнящи на средновековните несебърски църкви. Единствено от запад има открит притвор, носен от четири колони с аркада. Там са разположени няколко различни по големина камбани и висящо клепало. В църквата се влиза от юг, като над входа стои нова мраморна плоча с името на храма.
Вътрешността на храма не е зографисана, а е измазана в бяло. Патронната икона, както и при другите храмове из Търновската света гора, е разположена не до Богородица отляво на царските двери, а отдясно до Иисус. Иконата на Света Троица впечатлява особено със своята композиция. На нея са Бог-отец, Бог-син, Светия дух извисени в небесата, а под тях е изобразена Богородица на земята, на която слагат царска корона. До нея е иконата на свети Йоан Кръстител, която е изместена с едно място на юг. Отляво на иконата на Богородица е тази на св. Атанасий, а до него св. Николай. Мирликийският чудотворец има запазено място в почти всички храмове в района около Търново най-северно в иконостаса.
След 1948 г. манастирът става девически. В западната част на двора са разположени манастирските сгради, както и параклисчето „Свети Евтимий Патриарх Търновски“. На север са селскостопанските постройки, а от юг е входът на комплекса. Отдясно на манастирския вход има кладенец оформен с купол, изрисуван с шестокрили херувими. Близо до църквата има параклис посветен на Иисус, до който е погребан през 1918 г. търновският митрополит Йосиф.

## Храмов празник
- Храмовият празник е Петдесетница (50 дни след Великден).